# Hormilla
Hormilla é um município da Espanha 
na província e comunidade autónoma de La Rioja, de área 15,86 km² com população de 459 habitantes (2007) e densidade populacional de 27,84 hab/km².

## Demografia
| Variação demográfica do município entre 1991 e 2004 | Variação demográfica do município entre 1991 e 2004 | Variação demográfica do município entre 1991 e 2004 | Variação demográfica do município entre 1991 e 2004 |
| --------------------------------------------------- | --------------------------------------------------- | --------------------------------------------------- | --------------------------------------------------- |
| 1991                                                | 1996                                                | 2001                                                | 2004                                                |
| 499                                                 | 497                                                 | 454                                                 | 441                                                 |